# Conjetura de Hodge
La conjetura de Hodge es un importante problema de geometría algebraica todavía no resuelto en el que se relacionan la topología algebraica de una variedad algebraica compleja no singular y las subvariedades de esa variedad. En concreto, la conjetura dice que ciertos grupos de cohomología de De Rham son algebraicos, esto es, son sumas de dualidades de Poincaré de clases homólogas de subvariedades.
La conjetura de Hodge es uno de los Problemas del milenio cuya resolución sería premiada, según anunció el Clay Mathematics Institute en el año 2000, con la suma de un millón de dólares.

## Motivación
Sea X una variedad compleja conexa de dimensión compleja n. Luego X, es una variedad diferenciable orientable de dimensión 2n, por lo que sus grupos de cohomología residen en grados cero a través de 2n. Asúmase que X es una variedad de Kähler, por lo que hay una descomposición en su cohomología con coeficientes complejos:
{\displaystyle H^{k}(X,\mathbf {C} )=\bigoplus _{p+q=k}H^{p,q}(X),}
donde {\displaystyle H^{p,q}(X)} es el subgrupo de grupos de cohomología que están representados por formas armónicas de tipo (p, q). Esto es, estas son los grupos de cohomología representados por formas diferenciales que, en una determinada elección de coordenadas locales {\displaystyle z_{1},\ldots ,z_{n}}, puede ser escritas como productos de funciones armónicas {\displaystyle dz_{i_{1}}\wedge \cdots \wedge dz_{i_{p}}\wedge d{\bar {z}}_{j_{1}}\wedge \cdots \wedge d{\bar {z}}_{j_{q}}}. (Véase Teoría de Hodge para más detalles). Tomar productos exteriores de estos representantes armónicos se corresponde con el cup product en cohomología, por lo que cup product es compatible con la descomposición de Hodge:
{\displaystyle \cup :H^{p,q}(X)\times H^{p',q'}(X)\rightarrow H^{p+p',q+q'}(X).}
Dado que X es una variedad compleja, X tiene una clase fundamental.
Sea Z una subvariedad compleja de X de dimensión k, y sea i : Z → X la función de inclusión. Elíjase una forma diferenciada {\displaystyle \alpha } del tipo (p, q). Podemos integrar {\displaystyle \alpha } sobre Z:
{\displaystyle \int _{Z}i^{*}\alpha .\!\,}
Para evaluar esta integral, elíjase un punto de Z y llámesele 0. Alrededor de 0, podemos elegir coordenadas locales {\displaystyle z_{1},\ldots ,z_{n}} en X tal que Z sea {\displaystyle z_{k+1}=\cdots =z_{n}=0}. si p > k, entonces {\displaystyle \alpha } debe contener Consecuentemente, esta integral es cero si (p, q) ≠ (k, k).
De forma más abstracta, la integral puede ser escrita como el cap product del grupo de cohomología de Z y del grupo de cohomología representado por {\displaystyle \alpha }. Según la dualidad de Poincaré, el grupo de homología de Z es doble del grupo de cohomología que llamaremos [Z], y el cap product puede ser calculado tomando el cup product de [Z] y {\displaystyle \alpha } y capping con la clase fundamental de X. Dado que [Z] es un grupo de cohomología, tiene descomposición de Hodge. Según el cálculo anterior, si nosotros cup este grupo con otro tipo de grupo (p, q) ≠ (k, k), entonces tendremos cero. Dado que {\displaystyle H^{2n}(X,\mathbf {C} )=H^{n,n}(X)}, se concluye que [Z] debe quedar en {\displaystyle H^{n-k,n-k}(X,\mathbf {C} )}. En pocas palabras, la conjetura de Hodge dice:
¿Qué grupos de cohomología en {\displaystyle H^{k,k}(X)} derivan de subvariedades complejas Z?